# Aemilia (Tochter des Marcus Aemilius Scaurus)
Aemilia (* um 100 v. Chr.; † 82 v. Chr.) war die einzige Tochter des älteren Marcus Aemilius Scaurus und seiner Frau Caecilia Metella.
Bei ihrer Geburt war Scaurus etwa 60 Jahre alt und als princeps senatus der Sprecher des römischen Senats und einer der wichtigsten Politiker der römischen Republik. Nach dem Tod ihres Vaters heiratete ihre Mutter Lucius Cornelius Sulla Felix, der sich um die Erziehung und das Vermögen seiner Stieftochter kümmerte, sie aber auch für politische Allianzen benutzte.
Im Jahr 82 war Aemilia verheiratet mit Manius Acilius Glabrio und schwanger, als ihr Ehemann  die Politik des Diktators kritisierte, woraufhin Sulla die Scheidung erzwang und Aemilia unmittelbar darauf mit Gnaeus Pompeius Magnus verheiratete. Die Heirat förderte Pompeius’ politische Karriere, zumal Aemilia aus aristokratisch-patrizischer, er hingegen aus einer Familie stammte, die erst kürzlich senatorischen Rang erreicht hatte. Allerdings starb Aemilia bereits nach kurzer Zeit an der Geburt des Kindes, das sie von ihrem ersten Mann erwartete.